# Goričica pod Krimom
Goričica pod Krimom (Duits: Goritschitz in der Oberkrain) is een plaats in Slovenië en maakt deel uit van de gemeente Brezovica in de NUTS-3-regio Osrednjeslovenska. De plaats telde 175 inwoners op 1 januari 2020.